# Hrvatski seljački savez
Hrvatski seljački savez (kratica HSS) je udruga za zaštitu interesa sela i seljaka.
Predsjednik Hrvatskog seljačkog saveza je Mijo Latin, poljoprivrednik iz Sisačko-moslavačke županije. Latin je na mjestu predsjednika nasljedio Željka Mavrovića koji je ranije podnio ostavku.

## Vanjske poveznice
- www.savez.hr  Arhivirana inačica izvorne stranice od 18. lipnja 2013. (Wayback Machine)